# Lathyrus articulatus
A Lathyrus articulatus a hüvelyesek (Fabales) rendjébe, ezen belül a pillangósvirágúak (Fabaceae) családjába tartozó faj.

## Előfordulása
A Lathyrus articulatus előfordulási területe Európa nyugati és déli részein található meg. A következő országokban és szigeteken élnek állományai: Franciaország, Görögország, Olaszország, Portugália, Spanyolország és az egykori jugoszláv államok, valamint a Baleár-szigetek, Korzika, Szardínia, Szicília, Kréta és az Égei-tenger szigetei.